# Njoki Susanna Ndung'u
Njoki Susanna Ndung'u, née en 1965, est une avocate kényane et une juge de la Cour suprême du Kenya.

## Biographie
Elle est née en 1965. Njoki Susanna Ndung'u est une ancienne élève de la Kenya High School, une école assez huppée, du cycle secondaire, à Nairobi, la capitale du Kenya. Elle est titulaire d'une licence en droit (LLB) de l'université de Nairobi et d'un master en droit (LLM) sur les droits de l'homme et les libertés civiles de l'université de Leicester au Royaume-Uni.
Elle commence sa carrière entre 1989 et 1993 au bureau du procureur général en tant que conseillère d'État. Elle travaille ensuite à l'Institut pour l'éducation à la démocratie jusqu'en 1995, date à laquelle elle déménage et travaille pendant un an à l'antenne kényane du HCR en tant que responsable de la protection nationale. Entre 2000 et 2002, elle est analyste politique pour l'Organisation de l'unité africaine (OUA).
Elle est membre de l'Assemblée nationale, nommée par la National Rainbow Coalition (NARC), entre 2003 et 2007. Elle propose plusieurs projets de loi d'initiative parlementaire, notamment sur les prestations de maternité, sur les droits de maternité et de paternité dans l'emploi, en matière de droits de l'homme au projet de loi sur les réfugiés, et sur les agressions sexuelles en 2006.
En juin 2011, elle fait partie des cinq juges nommés à la Cour suprême du Kenya par la Commission du service judiciaire (Kenya), qui a auditionné 25 candidats.
Lorsque le premier tour de l'élection présidentielle a lieu le 4 mars 2013, Uhuru Kenyatta est déclaré président élu du Kenya par la Commission électorale. Son principal concurrent, Raila Odinga (candidat de la Coalition nationale arc-en-ciel), conteste cette décision devant la Cour suprême du Kenya. Elle fait partie des six juges qui rejettent la requête le 30 mars 2013.
Quatre ans plus tard, à l'issue de la requête relative à l'élection présidentielle d’août 2017, une majorité de juges de la Cour Suprême, 5 sur 7, invalide l’élection d’Uhuru Kenyatta, à la surprise générale, et ordonne la tenue d'un nouveau scrutin. La juge Njoki Ndung'u est une des deux voix dissidentes, citant l'absence de preuves permettant de considérer les élections sont nulles et non avenues. Une nouvelle élection, marquée par des violences, est organisée fin octobre entre les deux candidats arrivés en tête (de nouveau Uhuru Kenyatta et Raila Odinga) et contestée une nouvelle fois à la suite de l’annonce de la victoire de Uhuru Kenyatta. Le résultat de cette élection est en définitive validé par la Cour Suprême le mois suivant.